# Сікіяз
Сікія́з (рос. Сикияз, башк. Һикәяҙ) — село у складі Дуванського району Башкортостану, Росія. Адміністративний центр Сікіязької сільської ради.
Населення — 773 особи (2010; 773 у 2002).
Національний склад:
- росіяни — 88 %